# Frances the Mute
Albums de The Mars Volta
De-Loused in the Comatorium Amputechture
Frances the Mute est le second album studio du groupe de rock progressif américain The Mars Volta, publié en février 2005 chez Gold Standard Laboratories et Universal Records.
Réalisé par le guitariste et compositeur Omar Rodriguez-Lopez, l'album affiche de profondes influences dub, ambient, jazz ou latines, et c'est le premier album auquel participe le bassiste Juan Alderete et le percussionniste Marcel Rodriguez-Lopez. Il comprend aussi la contribution du saxophoniste Adrian Terrazas-Gonzalez, qui intégra le groupe pendant la tournée qui suivit sa sortie.
Originellement nommé Sarcophagus, l'album s'est vendu à 123 000 exemplaires la semaine de sa sortie[réf. nécessaire] et à 465 000 exemplaires en septembre 2006[réf. nécessaire].
La jaquette a été réalisée par Storm Thorgerson, qui a aussi fait celle de leur album précédent, De-Loused in the Comatorium.

## Liste des titres
1. Cygnus....Vismund Cygnus
  1. Sarcophagi
  2. Umbilical Syllables
  3. Facilis Descenus Averni
  4. Con Safo
2. The Widow
3. L'Via L'Viaquez
4. Miranda That Ghost Just Isn't Holy Anymore
  1. Vade Mecum
  2. Pour Another Icepick
  3. Pisacis (Phra-Men-Ma)
  4. Con Safo
5. Cassandra Gemini
  1. Tarantism
  2. Plant A Nail In The Navel Stream
  3. Faminepulse
  4. Multiple Spouse Wounds
  5. Sarcophagi

## Certifications
| Pays              | Certification |
| ----------------- | ------------- |
| États-Unis (RIAA) | Or            |